# Futebol na Alemanha Oriental
A DFV (Deutscher Fussball Verband der DDR; em português, Associação Alemã de Futebol da RDA) era o órgão que administrava o futebol da Alemanha Oriental.

## Seleção

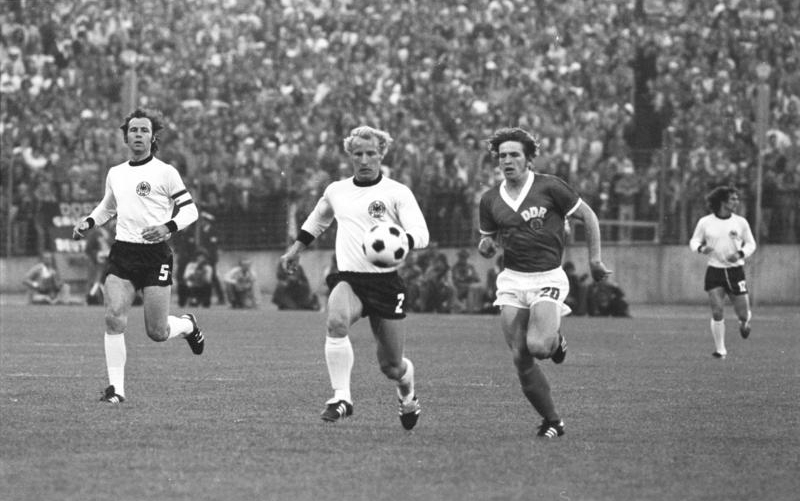
Lance do histórico jogo entre as Alemanhas na Copa de 74. Martin Hoffmann é observado pelos adversários Franz Beckenbauer (5) e Berti Vogts (2), com Wolfgang Overath (12) ao fundo

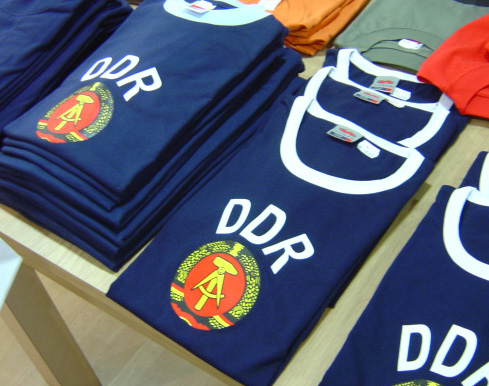
Réplica do segundo uniforme da Alemanha Oriental

A Seleção Alemã Oriental de Futebol jogou pela primeira vez em 21 de setembro de 1952, em amistoso contra a Polônia. Embora fosse razoavelmente respeitada em seu tempo, não foi tão prestigiada pelos próprios dirigentes da RDA; a preferência era preparar atletas de esportes individuais, onde havia maior margem de segurança para um retorno em resultados positivos, com o doping não raramente sendo frequente.
No futebol profissional, acabou ofuscada pelo maior sucesso da vizinha capitalista, tendo classificado-se apenas para uma Copa do Mundo, justamente a de 1974, realizada na Alemanha Ocidental. Mais do que isso, ambas foram sorteadas para o mesmo grupo, e numa partida tensa, os orientais surpreenderam ao derrotar os favoritos ocidentais, por 1 a 0 - gol de Jürgen Sparwasser. Há quem imagine que os anfitriões teriam facilitado, para fugir do grupo mais difícil da segunda fase, que conteria Brasil e Países Baixos, mas tal suposição é refutada pela grande rivalidade nas diferenças políticas das Alemanhas, que só haviam se reconhecido mutuamente em 1972.
Também dois anos antes, nas Olimpíadas de Munique, ambas se enfrentaram na segunda fase e a RDA venceu a RFA por 3 a 2 no campo rival, e posteriormente terminaria com o bronze.[carece de fontes?] Em 1982, a Alemanha Oriental conseguiu derrotar a Itália meses antes do oponente vencer a Copa do Mundo daquele ano.
A geração do final da década de 1980, contudo, era avaliada como ainda mais promissora. A base era composta por quem havia perdido a classificação à Copa do Mundo FIFA de 1986 por um único ponto a menos que França (campeã europeia e derrotada em Leipzig) e Bulgária  jovens que haviam ficado em terceiro lugar no Campeonato Mundial de Futebol Sub-20 de 1987, eliminados só pela campeã Iugoslávia. A Alemanha Oriental esteve a um ponto de classificar-se à Copa do Mundo FIFA de 1990, para a qual bastaria um empate contra a Áustria. Na reta final das eliminatórias, contudo, ocorreu a queda do Muro de Berlim, possibilitando a transferência de astros ossies para o futebol capitalista, atrapalhando o foco para a partida.
"Eu estava no campo de treinamento e ele foi tomado por agentes. Jogadores estavam continuamente nos seus telefones tentando definir seus futuros", declararia Uwe Rosler sobre os treinos do Magdeburgo. Os austríacos terminaram classificados após ganharem facilmente, por 3-0, em partida na qual empresários ficavam à espreita da delegação alemã-oriental, até mesmo no banco de reservas, para acertar contratos. Ainda assim, aquela geração conseguiria posteriormente empatar em 3-3 em amistoso com o Brasil em pleno Maracanã. Foi a penúltima partida da Seleção Alemã Oriental, a cinco dias do tratado que acertou a Reunificação Alemã.
A última partida, também um amistoso (contra a Bélgica), ocorreria em 12 de setembro de 1990, já após a Copa do Mundo daquele ano (vencida pela Alemanha Ocidental) e a menos de um mês da reunificação. Curiosamente, a partida seria originalmente válida pelas eliminatórias para a Eurocopa 1992; com a reunificação, os jogos programados foram naturalmente cancelados, exceto este contra os belgas, transformado em amistoso. A conversão da partida em um amistoso ocasionou na primeira e única convocação de alguns jogadores para a Seleção, pois a maioria dos astros, negociados com o futebol capitalista, não desejava sofrer riscos de lesões em um jogo avaliado por eles como sem importância. Uwe Rosler, que viria a jogar no Manchester City, era um dos novatos que pensavam diferente:
| “ | eu sabia que aquela partida estaria nos livros de história. Eu fiquei orgulhoso de ser convocado e nós queríamos nos despedir em alto nível. Nós sabíamos que haveria muita gente assistindo a partida, vários empresários, vários olheiros da Bundesliga. Para mim, não havia pensamento em não jogar. Eu acho que estavam provavelmente só dez jogadores no início - e eu lembro que o técnico e outras pessoas da administração estavam no telefone o dia inteiro. A cada hora nós escutaríamos que este jogador não viria ou que aquele jogador não viria. Meu único arrependimento foi não ter guardado minha camisa. A troquei, eu penso, com o número 5 deles. Eu deveria ter guardado minha camisa. | ” |

Ao todo, 22 jogadores recusaram, sob diversas justificativas, desde não ter um passaporte a não sentir-se mais um cidadão alemão-oriental. A única exceção foi Matthias Sammer, que ainda assim precisou ser convencido: havia mudado de ideia ao notar a ausência das demais estrelas ao chegar ao campo de treinos e chegou a verificar a disponibilidade de voos para voltar naquele mesmo dia. Foi persuadido pelo técnico a liderar os novatos. "Estou feliz que não houvesse mais voos. Às vezes, sua sorte tem que ser forçada sobre você", declararia Sammer anos depois. O elenco foi composto por quatorze jogadores, dois deles goleiros. Os estreantes seriam três, incluindo o goleiro reserva e Rosler, que afirmaria que "Eu acho que todos tinham um respeito massivo por Matthias. Então ele deu meia-volta e o jeito como ele jogou foi fenomenal. Ele foi um verdadeiro capitão naquele dia". O goleiro reserva foi colocado em campo nos instantes finais apenas para poder fazer sua estreia oficial pela seleção.
O jogo seguinte das eliminatórias para a Eurocopa 1992 seria justamente contra a Alemanha Ocidental, já em novembro, no dia 14, em Leipzig. Inicialmente, ele foi mantido, mas como um amistoso para celebrar a união das seleções. Porém, distúrbios contínuos nos estádios no campeonato alemão-oriental (cujo curso continuou até o fim da temporada 1990/91) em função de um torcedor morto a bala pela polícia em uma briga na plateia fizeram com que a partida também acabasse cancelada.
Tal jogo festivo só viria a ocorrer em 21 de novembro de 2010, para marcar os vinte anos da unificação das federações. A partida, mantida para Leipzig, contou com jogadores da época para cada seleção e encerrou-se com nova vitória oriental, por uma virada de 2 a 1, com gols ossies de Olaf Marschall e Ulf Kirsten.
A Seleção Alemã Oriental não se classificou para nenhuma Eurocopa, porém, conquistou uma medalha de ouro no futebol nos Jogos Olímpicos - algo que as Alemanhas Ocidental e Reunificada jamais conseguiram  -, em 1976, nas Olimpíadas de Montreal. A equipe também foi prata nos Jogos seguintes, nas Olimpíadas de Moscou (resultado também não alcançado pela Ocidental e Reunificada) e ficou com o bronze duas vezes, nas Olimpíadas de 1972, em Munique, e nas de 1964, em Tóquio.
Nos jogos de 1964, seus jogadores representaram a seleção de futebol da Equipe Alemã Unida após dois jogos, ida e volta, com os jogadores da Alemanha Ocidental para decidir quem iria. Por outro lado, era a época em que o futebol olímpico foi propício para boas campanhas comunistas; atletas profissionais eram impedidos de participarem, o que fez com que tradicionais seleções capitalistas levassem equipes mais fracas. Os atletas comunistas principais, por sua vez, eram considerados oficialmente servidores do Estado e, por essa brecha, liberados para atuarem.
Seu uniforme principal consistia em camisa e meiões brancos e calças e detalhes da camisa em azul; a combinação contrária consistia no uniforme reserva (que acabaria mais consagrado, após seu uso na vitória contra a RFA na Copa). Sobre o coração ficava bordado o brasão da RDA, e, acima deste, a sigla DDR. Azul, uma cor neutra, era a cor utilizada pela Juventude Livre Alemã - braço jovem do Partido Comunista único do país -, que fiscalizou os esportes da Alemanha Oriental quando estes voltaram a ser oficialmente praticados, após a Guerra.

## Clubes e campeonatos de futebol
A DDR-Oberliga (Liga Superior da RDA) era, até a reunificação alemã, em 1990, a divisão de elite de futebol da Alemanha Oriental (assim como a Bundesliga era da Alemanha Ocidental e continua sendo na Alemanha unificada). Ambas as Alemanhas reunificaram-se no final de 1990, mas com os campeonatos da ambas ainda em andamento na época, a reunificação das Ligas só se deu a partir do segundo semestre de 1991, quando começou a nova temporada na Europa. O mesmo ocorreu com a Copa FDGB, uma espécie de Copa da RDA. Com a reunificação, o nome Oberliga passou a designar algumas divisões inferiores do campeonato alemão.
Quatro cidades destacavam-se no cenário futebolístico da RDA: Dresden, cidade do Dínamo Dresden (segundo maior vencedor do campeonato[carece de fontes?]) e do Dresdner, equipe forte antes do comunismo e que entrou em decadência por ser vista como "burguesa", era tida como a mais fanática. Leipzig foi onde a própria Federação Alemã de Futebol fora fundada, em 28 de janeiro de 1900, e seu clube VfB Leipzig (renomeado Lokomotive após a instação do comunismo) fora o primeiro campeão alemão, três anos depois; além disso, nela ficava o Zentralstadion, que, entre 1956 e 2000, foi o maior estádio alemão, com capacidade para 100 mil pessoas e naturalmente, a casa da Seleção Alemã-Oriental, tendo sido o único estádio do antigo país a ser utilizado como sede da Copa do Mundo de 2006. Já Magdeburgo foi a única a conter um clube campeão europeu, o Magdeburgo, vencedor da Recopa Europeia de 1974, sobre o Milan.
A Recopa, por sinal, foi o único torneio do continente em que equipes da Alemanha Oriental conseguiram chegar à decisão: o próprio Lokomotive Leipzig e o Carl Zeiss Jena também chegaram às finais do torneio, mas acabaram como vice-campeões (em 81, para o soviético Dínamo Tbilisi; e em 87, para o holandês Ajax, respectivamente). O Magdeburgo foi também, ao lado do mesmo Carl Zeiss e do Dínamo Dresden, o maior vencedor da Copa nacional, com sete conquistas.[carece de fontes?] Na campanha do vice-campeonato continental, o Carl Zeiss eliminou o Benfica, o Valencia e a Roma, goleando por 4-0 o clube em que atuava Paulo Roberto Falcão.
Apesar da falta de mais títulos internacionais, os times do país não deixavam de despertar respeito nos adversários. "Naquela época, tínhamos boas equipes, que não deviam nada às grandes do continente", chegou a declarar Jürgen Sparwasser, jogador do Magdeburgo. De fato, na década de 1970, a liga alemã-oriental estava entre as dez melhores colocadas no ranking da UEFA, à frente inclusive do Campeonato Italiano. O Dínamo Dresden chegou a quase eliminar, nas semifinais da Liga dos Campeões de 1973-74, o futuro campeão Bayern Munique, que chegou a estar perdendo em casa por 3-2, posteriormente vencendo para 4-3 e segurando um duro 3-3 em Dresden para avançar à final - na qual ganharia o torneio pela primeira vez. Antes, o Dínamo já havia eliminado a Juventus naquela campanha.
A quarta cidade a destacar-se foi a capital, Berlim Oriental. Mesmo antes da divisão - dela e do país -, a cidade, ao contrário das demais capitais europeias, não fazia parte da elite futebolística do continente. Em 1975, a Stasi, o serviço de inteligência da RDA, resolveu apadrinhar uma pouco expressiva equipe local, o Dínamo de Berlim, cujo único título até então resumia-se à Copa da RDA em 1959.[carece de fontes?] O Dínamo, originalmente, surgira na cidade de Dresden, sendo realocado para a capital na década de 1950. A mudança de cidades era comum naqueles anos, mas protestos de torcedores descontentes com tantas alterações fizeram com que tal operação se reduzisse a partir da década seguinte.
A equipe berlinense-oriental mais vitoriosa vinha sendo o Vorwärts Berlim, mas esta foi deslocada em 1971, quando era o clube mais vezes campeão da Oberliga,[carece de fontes?] para Frankfurt an der Oder. Foi justamente o último deslocamento clubístico no país. O Dínamo logou passou a receber os melhores jogadores das outras equipes e também arbitragens convenientes: os impedimentos costumavam ser dados apenas aos adversários, além de contar com pênaltis duvidosos - um deles tornou-se célebre, marcado no minuto 95 de um jogo decisivo  contra o Lokomotive Leipzig em 1986.
Uma das maneiras utilizadas para ganhar a complacência da arbitragem era controlar quais juízes do país teriam o privilégio de passar alguns dias no exterior capitalista para apitar alguma partida dos torneios ou eliminatórias continentais de clubes ou seleções.
Outras falcatruas incluíam burlar regras do campeonato e diretrizes de transferências. Os poucos jogadores talentosos da Alemanha Oriental que não foram ao Dínamo costumavam ser expulsos ou suspensos na rodada anterior de um confronto contra o time. Com isso, o Dínamo conseguiu tornar-se o maior vencedor da Oberliga, sagrando-se campeão dez vezes consecutivas, entre 1979 e 1988, ultrapassando então outro Dínamo, o de Dresden (que em 1978 havia conseguido, com seu sexto título, igualar-se ao Vorwärts),[carece de fontes?] o que naturalmente despertou rixa dos torcedores desta outra equipe.
Os dínamos acabaram por formar a maior rivalidade do país, alimentada também pelo fato de que muitos dos primeiros jogadores do clube da capital após a intervenção da Stasi terem sido arrancados de Dresden. Ainda assim, Reinhard Häfner, símbolo do clube de Dresden (é o segundo jogador com mais partidas pelo clube, defendido por ele de 1971 a 1988), declararia em janeiro de 2016 que os berlinenses tinham qualidade, embora sem deixar de protestar: "todos os times da liga sentiam que as coisas não estavam certas. Mas não podemos esquecer que o Dínamo de Berlim também era um time muito bom. Acho que eles teriam ganhado sete títulos sob condições normais, mas três deles foram graças aos árbitros". A equipe da capital foi a única que conseguiu derrotar o Nottingham Forest na casa do oponente durante a campanha do bicampeonato do clube inglês na Liga dos Campeões da UEFA; durante o decacampeonato, teve justamente a sina de enfrentar futuros campeões, tendo eliminações precoces e chegando no máximo às quartas-de-final.
Mesmo em Berlim, o decacampeão não foi exatamente popular: os berlinenses-orientais, em geral, preferiam o mais modesto Union Berlim. Dizia-se que "nem todo torcedor do Union era um inimigo do Estado, mas todos os inimigos do Estado eram torcedores do Union"; o grito de guerra de seus simpatizantes era "antes ser um perdedor do que um porco da Stasi". A polícia secreta retaliava: fiscalizava secretamente quem frequentava as arquibancadas do Union, o que se confirmou com a queda do regime. Existente desde antes do nazismo, o Union era um clube médio na capital com sucessos ocasionais. Enfraqueceu-se ainda mais na temporada 1950-51. Na época, a travessia entre as duas Berlins era viável e um vice-campeonato regional permitiria ao clube disputar as fases finais do campeonato da vizinha Alemanha Ocidental. O governo não autorizou a travessia, efetuada ainda assim por jogadores descontentes, que fundaram em Berlim Ocidental outro clube chamado Union. Bons resultados do Union ocidental enfraqueceram a torcida pelo Union oriental, até que a construção do Muro de Berlim em 1963 freou o fluxo de torcedores - estagnando, dessa vez, o Union ocidental e reforçando o oriental, ainda que este passasse por diversas refundações, fusões e rebaixamentos.
Ainda que não fosse um time antissocialista, não tivesse uma torcida homogênea e nem se negasse a colaborar com o governo, o Union ainda carrega a imagem de antiautoritário, embora seu próprio presidente Dirk Zingler, ele mesmo ex-membro do exército, ressalte que boa parte da história foi simplificada e romantizada por seguidores e imprensa. Ainda assim, Zingler e o Union desfizeram contrato milionário com um patrocinador em 2009 devido à revelação que o diretor do mesmo fora da temida polícia secreta.
Também na capital, muitos outros reagiam ao Dínamo torcendo pelo Hertha Berlim, que ficara em Berlim Ocidental, e com isso, participava das competições da outra Alemanha. A média de público do Dínamo, provavelmente a mais vitoriosa e mais odiada equipe do mundo na década de 1980, não costumava ultrapassar 5 mil pessoas, enquanto o Hertha, em seu primeiro jogo a contar com torcedores ossies, recebeu 59 mil para uma partida da segunda divisão, que acabaria conquistada no embalo da reunificação da cidade. Outros 51 mil se fizeram presentes em amistoso festivo entre Hertha e Union em 27 de janeiro de 1990, poucas semanas após a queda do muro, cantando-se "Hertha und Union, eine Nation" (Hertha e Union, uma nação). Mesmo quando a travessia entre as Berlins era viável, o Hertha foi isolado pelo governo vizinho após abrigar alguns jogadores do "perseguido" Dresdner - dentre estes, Helmut Schön, futuro técnico da Alemanha Ocidental campeã da Copa do Mundo FIFA de 1974. Antes da construção do Muro, as bilheterias do Hertha, cujo estádio ficava próximo à fronteira, também vendiam ingressos na moeda alemã-oriental. O muro significou perda não só de receitas como de alguns jogadores que moravam no lado oriental, dentre eles um dos maiores artilheiros do Hertha, Klaus Taube: "foi irreal. Eu estava na fronteira e não entendia o que se passava. Minha carreira no Hertha acabou em minutos". O time também ficou pouco atrativo a alguns dos jogadores que ficaram no lado ocidental; sentindo-se ilhados e inseguros, preferiam rumar a clubes de outras cidades da Alemanha Ocidental. Mesmo após a reunificação, o time ainda padece de décadas estagnado, sendo apenas uma equipe de poderio intermediário na Alemanha.
O enfraquecimento do regime comunista refletiu-se no Dínamo, que veio a perder sua hegemonia em 1989, o mesmo ano da queda do Muro de Berlim. O muro marcou presença também no fato de que em 1961, quando foi construído, não ter havido campeão de futebol na Alemanha Oriental. Uma semana após a sua queda, caiu também o diretor da Stasi e principal mecenas do Dínamo. O campeão em 1989 e 1990 foi justamente o arquirrival Dínamo Dresden.[carece de fontes?]
Neste último ano, deu-se em outubro a Reunificação Alemã, no meio da temporada europeia de 1990/91, que seguiu em curso com ainda duas ligas alemães separadas. O Hansa Rostock, que até então não tinha maiores títulos, veio a ser o último vencedor do campeonato e da Copa da RDA.[carece de fontes?] A edição 1991/92 da Bundesliga, a que marcou a reunificação das Ligas das duas Alemanhas, contou como únicos representantes do lado oriental na elite o Hansa e o vice-campeão do último campeonato alemão-oriental, o Dínamo Dresden. O Hansa foi inicialmente a sensação da temporada: liderou em cinco das sete primeiras partidas na Bundes, derrotando o Bayern Munique e goleando por 5-1 o Borussia Dortmund, além de vencer o Barcelona na Liga dos Campeões, mas não manteria o ritmo, terminando rebaixado.
Apesar do inicial clima de festejo em toda a Alemanha, mostras de xenofobia contra os ossies deram-se já ali, com cânticos de "ponham novamente o muro!" e "voltem para atrás do muro!" chegando a partir das arquibancadas. O Hansa foi imediatamente rebaixado, enquanto o Dínamo conseguiu perdurar na divisão principal até o verão de 1995, não voltando mais. A forma como se deu a reunificação das ligas fez com que houvesse casos em que equipes que pertenciam à elite do futebol oriental tivessem de começar na quinta divisão no campeonato reunificado; além destes dois, outras quatro equipes foram colocadas na segunda divisão unificada e o restante foi dividido nas ligas regionais ou inferiores. Além disso, os melhores jogadores orientais foram vendidos a preços baixos para equipes ocidentais  - o que começou ainda antes da temporada 1990/91, ainda separada, mas com o país praticamente já unido  - e muitos clubes acabaram quebrando frente à duríssima concorrência.
Houve debandada também de torcedores; a maior parte desanimou-se com o baixo nível a que suas equipes foram relegadas e passaram a preferir equipes do Oeste, esvaziando as arquibancadas, e, consequentemente, a renda dos clubes ossies. O Lokomotive Leipzig foi o terceiro clube oriental a aparecer na elite unificada, disputando a temporada 1993-94 como VfL Leipzig; terminou em último após vencer somente três partidas.[carece de fontes?] O clube chegou a fechar as portas nove anos depois, em 2003, só aí despertando maior atenção de antigos torcedores, que agiram para impedir a extinção do time.
A Bundes só teria novamente um time da ex-RDA em 1998, quando o Hansa voltou à primeira divisão. Em 2000, apareceu o Energie Cottbus, que curiosamente não conquistara nenhum título no futebol alemão-oriental.[carece de fontes?] São os únicos times ossies que se fizeram presentes na Bundesliga na década de 2000, embora ambos tenham chegado a serem rebaixados e novamente promovidos no período. A última temporada em que estiveram juntos foi na elite foi a de 2007/08. O outrora vitorioso Dínamo de Berlim encontra-se atualmente na quinta divisão; inicialmente, para abafar seu passado, chegou a se rebatizar simplesmente "FC Berlim" após a reunificação, voltando ao nome antigo em 1999, por pressão de sua torcida, em que alguns segmentos acabaram alinhando-se a radicais e neonazistas, chegando a ser declarado falido em 2001.
O Energie, que teve subidas e descidas na elite alemã na década de 2000, voltou à Bundes para a temporada 2010/11. A Alemanha Oriental só voltou a ter um representante na temporada 2016-17: o RB Leipzig. É um clube explicitamente comercial, oriundo de investimentos da Red Bull no antigo SSV Markranstadt, comprado em 2009 quando estava na quinta divisão. O antigo Zentralstadion, onde manda seus jogos, também passou a chamar-se Red Bull Arena e, embora o RB de início tenha sofrido certa rejeição na própria Leipzig, particularmente por torcedores do Lokomotive, as médias de público na Arena vêm aumentando ano a ano. O RB Leipzig, mesmo sofrendo forte resistência de outras torcidas, tornou-se a sensação no início da temporada, liderando com um bom futebol a Bundesliga após as primeiras onze rodadas, nas quais ficou invicto e com ingressos esgotados em seu estádio em quatro delas. Ainda assim, em novembro, 5 mil pessoas na mesma cidade presenciaram paralelamente o primeiro clássico local disputado em 31 anos, entre Chemie e Lokomotive pela Copa da Saxônia, ensejando um operativo de 750 policiais para conter a ameaça de violência mútua entre torcidas que vem caracterizando o futebol na antiga RDA.
A temporada 2019-20, por sua vez, marcará a estreia do Union Berlim na elite unificada. Embora tenha desde o início se associado à classe operária, especialmente a do setor metalúrgico, foi menos afetada pela decadência do futebol oriental após a reunificação por não ter sido apadrinhada pelo governo comunista - ainda que se visse perto da bancarrota em 1997 e em 2008, salvo pela mobilização de torcedores, que mesmo durante a época da Alemanha Oriental eram mais numerosos do que o do vitorioso Dínamo. Egresso da quarta divisão em 2006, estabilizou-se na segunda divisão por dez anos até começar a disputar continuamente o acesso inédito, logrado após uma terceira colocação credencia-lo à repescagem contra o tradicional Stuttgart, cujo favoritismo não prevaleceu. O Union tornou-se o quinto clube berlinense a aparecer na Bundesliga, após o tradicional Hertha e as participações efêmeras de Blau-Weiss, Tennis Borussia e Tasmania 1900, e o primeiro da antiga Berlim Oriental.

## Jogadores

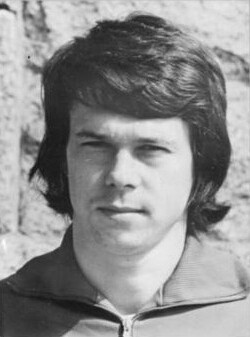
Jürgen Sparwasser

Tendo o país disputado apenas uma Copa do Mundo, os jogadores alemães-orientais acabaram não tendo "vitrine" e o único que costuma ser lembrado é Sparwasser, por ser o autor do gol do jogo RFA 0 a 1 RDA, na Copa de 1974. "Basta colocarem 'Hamburgo 1974' no meu túmulo que saberão quem está lá", chegou a declarar anos depois, ao site da UEFA, em referência à cidade onde dera-se a partida. Naquela mesma temporada, havia vencido a Recopa Europeia pelo Magdeburgo e ficaria em décimo na eleição da Bola de Ouro da France Football. Ele acredita que seu país poderia ter feito ainda mais na Copa:
| “ | Me irrita um pouco lembrar da partida entre minha Alemanha Oriental e o Brasil, pois não merecíamos perdê-la. Esperava um pouco mais de capacidade e habilidade, imaginava que os tricampeões mundiais fossem mais fortes. Nosso treinador armou a equipe na defesa e não demos chance alguma aos brasileiros. Na única falha que cometemos, o Rivellino marcou aquele gol de falta. Até aquele momento, o Brasil não havia levado risco algum ao nosso time. Tenho certeza de que, se tivéssemos entrado em campo com o mesmo espírito que entramos contra a Alemanha Ocidental, teríamos ganhado com alguma facilidade. No final das contas, fiquei um pouco decepcionado, pois acho que o Brasil teve muita sorte | ” |

Apesar do orgulho pelo resultado, Sparwasser em dado momento desertou do país. Outros casos famosos de ossies em fuga da RDA foram os de Lutz Eigendorf e Norbert Nachtweih. O defensor Natchweih defendia o Chemie Halle e estava na Turquia a serviço da seleção sub-21 da Alemanha Oriental quando optou por fugir, o que lhe rendeu suspensão da FIFA por um ano. Após a punição, assinou com Eintracht Frankfurt e viria a ter destaque no Bayern Munique. Pelo clube bávaro, foi o único alemão-oriental durante a existência do país a participar de uma final de Liga dos Campeões da UEFA, em 1987. Sua qualidade o fazia desejado pela própria seleção da Alemanha Ocidental, mas as regras da FIFA na época proibiam troca de seleções já a partir de jogos juvenis. Eigendorf, por sua vez, pertencia ao Dínamo de Berlim e à seleção principal. Desertou em 1979, aproveitando um amistoso do Dínamo no lado ocidental com o Kaiserslautern. No retorno à Alemanha Oriental, separou-se de seu grupo e tomou um táxi para voltar ao Kaiserslautern, visando jogar neste clube e deixar o país natal, ainda que a decisão significasse não conseguir contato com esposa e filha. Após similar suspensão de um ano, pôde defender até 1982 o Kaiserslautern e chegou a se fazer entrevistar diante do próprio Muro de Berlim. Eigendorf criticava duramente a RDA e supostas manipulações de resultados a favor do Dínamo (que ainda viria a ser decacampeão nacional consecutivamente). Em 1983, já como jogador do Eintracht Braunschweig, morreu misteriosamente em um acidente de carro. Após a reunificação, investigações nos arquivos da Stasi colheram evidências de que a tragédia teria sido armada pelo órgão.
Outro jogador reconhecido na década de 1970 foi o goleiro Jürgen Croy, fundamental nas medalhas olímpicas, eleito três vezes o melhor jogador do país, quarto colocado de sua posição na eleição da Bola de Ouro da France Football de 1975 e terceiro na de 1976.
Dentre os jogadores também havia colaboradores, coagidos ou voluntários, da Stasi. Um deles, Gerd Weber, do Dínamo Dresden, preferiu não denunciar colegas que, como ele, receberam proposta de atuar no Colônia (da Alemanha Ocidental) quando encontravam-se nos Países Baixos para um jogo contra o Twente. Com isso, acabou preso por um ano ao regressar à Alemanha Oriental - um de seus companheiros também era colaborador, e tinha justamente a missão de espioná-lo. Torsten Gütschow, artilheiro dos três últimos campeonatos alemães-orientais,[carece de fontes?] correu o mesmo risco; após ser forçado a tornar-se colaborador depois de ter sua libertação na Suécia, onde fora preso após provocar desordem por bebedeira, organizada pelo governo da RDA, jurou a seus colegas que jamais os denunciaria.
Joachim Streich, com 98 partidas, foi quem mais jogou pela seleção, sendo também seu o maior artilheiro (53 gols), além de ter sido também o maior goleador das competições nacionais (229 gols em 378 partidas). Dentre os jogadores da seleção alemã-oriental que passaram a jogar pela Alemanha reunificada (que estreou em torneios oficiais na Eurocopa de 1992), os que tiveram mais sucesso foram Matthias Sammer (autor dos dois últimos gols da seleção da RDA antes da reunificação, além de ter disputado pela Alemanha reunificada a Copa do Mundo de 1994 e as Eurocopas de 1992 e 1996, da qual foi campeão) e Ulf Kirsten (disputou as Copas de 94 e 98 e foi três vezes artilheiro da Bundesliga).[carece de fontes?]
Sammer foi o primeiro ex-alemão-oriental a estrear pela Alemanha reunificada, em amistoso de 19 de dezembro de 1990 que marcou também a reestreia desta seleção. O segundo foi Andreas Thom, que entrou no decorrer da mesma partida substituindo justamente Sammer. Um minuto depois de entrar, ele tornou-se o primeiro ossie a marcar pelo novo país, na vitória por 4 a 0.[carece de fontes?] A Alemanha estava politicamente reunificada desde 3 de outubro, mas as federações somente concluiriam tal processo em 21 de novembro  - com isso, dois amistosos, realizados em 10 e 31 de outubro foram ainda considerados como partidas da Alemanha Ocidental e contaram apenas com jogadores deste país.[carece de fontes?]
Além destes três, outros cinco ex-jogadores da Seleção Alemã-Oriental defenderam a Reunificada: Thomas Doll (que esteve com Sammer e Thom na Euro 1992; estreou em 27 de março de 1991), Heiko Scholz (estreou em 14 de outubro de 1992, juntamente com Kirsten), Dirk Schuster (estreou em 12 de outubro de 1994), Olaf Marschall (participante da Copa de 1998; estreou juntamente com Schuster) e Dariusz Wosz (curiosamente, um polonês; participou da Eurocopa 2000 e estreara em 26 de fevereiro de 1997).

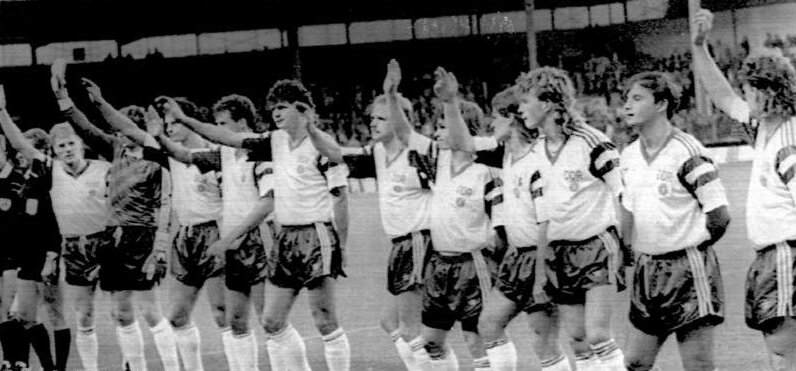
O último jogo da Alemanha Oriental, terminado em vitória por 2 a 0 sobre a Bélgica em Bruxelas. Matthias Sammer, autor dos dois gols, é o primeiro jogador à esquerda, ao lado dos árbitros. Ele foi o primeiro jogador da ex-RDA a ser aproveitado pela seleção unificada.

Os alemães-orientais, enquanto a RDA existiu, só disputaram mesmo a Copa do Mundo de 1974, exceção feita a Matthias Herget, que jogou pela Alemanha Ocidental a de 1986 e a Eurocopa 1988; também na Copa de 1986, na Euro 1988 e no mundial de 1990, jogou outro nativo do país, pela União Soviética: Oleh Kuznetsov, ucraniano étnico que também jogou a Euro 1992 pela CEI.

### Ossiesem copas do mundo pela Seleção Alemã
- 1994: Matthias Sammer e Ulf Kirsten
- 1998: Jörg Heinrich, Ulf Kirsten, Olaf Marschall, Jens Jeremies e Steffen Freund
- 2002: Thomas Linke, Marko Rehmer, Carsten Jancker, Michael Ballack, Jens Jeremies, Jörg Böhme e Bernd Schneider
- 2006: Michael Ballack, Tim Borowski, Robert Huth e Bernd Schneider
- 2010: Toni Kroos
- 2014: Toni Kroos
- 2018: Toni Kroos

## Lista de clubes campeões

### DDR-Oberliga
| - 1948: Planitz - 1949: Union Halle - 1950: Horch Zwickau - 1951: Chemie Leipzig - 1952: Turbine Halle - 1953: Dínamo Dresden - 1954: Turbine Erfurt - 1955: Turbine Erfurt - 1956: Wismut Karl-Marx-Stadt - 1957: Wismut Karl-Marx-Stadt - 1958: Vorwärts Berlim - 1959: Wismut Karl-Marx-Stadt - 1960: Vorwärts Berlim - 1961: não disputada - 1962: Vorwärts Berlim |  | - 1963: Motor Jena - 1964: Chemie Leipzig - 1965: Vorwärts Berlim - 1966: Vorwärts Berlim - 1967: Karl-Marx-Stadt - 1968: Carl Zeiss Jena - 1969: Vorwärts Berlim - 1970: Carl Zeiss Jena - 1971: Dínamo Dresden - 1972: Magdeburgo - 1973: Dínamo Dresden - 1974: Magdeburgo - 1975: Magdeburgo - 1976: Dínamo Dresden - 1977: Dínamo Dresden |  | - 1978: Dínamo Dresden - 1979: Dínamo Berlim - 1980: Dínamo Berlim - 1981: Dínamo Berlim - 1982: Dínamo Berlim - 1983: Dínamo Berlim - 1984: Dínamo Berlim - 1985: Dínamo Berlim - 1986: Dínamo Berlim - 1987: Dínamo Berlim - 1988: Dínamo Berlim - 1989: Dínamo Dresden - 1990: Dínamo Dresden - 1991: Hansa Rostock |

### Copa FDGP
| - 1949: Waggonbau Dessau - 1950: EHW Thale - 1951: não disputada - 1952: Volkspolizei Dresden - 1953: não disputada - 1954: Vorwärts Berlim - 1955: Wismut Karl-Marx-Stadt - 1956: Chemie Halle - 1957: Lokomotive Leipzig - 1958: Einheit Dresden - 1959: Dínamo Berlim - 1960: Motor Jena - 1961: não disputada - 1962: Chemie Halle - 1963: Motor Jena |  | - 1964: Aufbau Magdeburgo - 1965: Aufbau Magdeburgo - 1966: Chemie Leipzig - 1967: Motor Zwickau - 1968: Union Berlim - 1969: Magdeburgo - 1970: Vorwärts Berlim - 1971: Dínamo Dresden - 1972: Carl Zeiss Jena - 1973: Magdeburgo - 1974: Carl Zeiss Jena - 1975: Sachsenring Zwickau - 1976: Carl Zeiss Jena - 1977: Dínamo Dresden - 1978: Magdeburgo |  | - 1979: Magdeburgo - 1980: Carl Zeiss Jena - 1981: Carl Zeiss Jena - 1982: Dínamo Dresden - 1983: Magdeburgo - 1984: Dínamo Dresden - 1985: Dínamo Dresden - 1986: Lokomotive Leipzig - 1987: Lokomotive Leipzig - 1988: Dínamo Berlim - 1989: Dínamo Berlim - 1990: Dínamo Dresden - 1991: Hansa Rostock |

Notas:
- Planitz, Horch Zwickau, Motor Zwickau e Sachsenring Zwickau foram nomes do atual Zwickau
- Union Halle e Turbine Halle foram nomes do atual Hallescher
- Motor Jena virou depois o Carl Zeiss Jena
- Turbine Erfurt é o atual Rot-Weiss Erfurt
- Wismut Karl-Marx-Stadt é o atual Erzgebirge Aue
- Vorwärts Berlim é o atual Viktoria Frankfurt (Oder)
- Chemie Leipzig é o atual Sachsen Leipzig
- Karl-Marx-Stadt é o atual Chemnitzer
- Waggonbau Dessau é o atual Dessau
- Volkspolizei Dresden virou depois o Dínamo Dresden
- Einheit Dresden é o atual Dresdner
- Aufbau Magdeburgo virou depois o Magdeburgo